# Платформы Mitsubishi Motors
Компания Mitsubishi Motors выпускает автомобильные платформы с 2001 года. Отражая тенденции во всей автомобильной промышленности, компания сокращает количество отдельных платформ и расширяет совместное использование платформ в своих линейках. После покупки DaimlerChrysler контрольного пакета акций Mitsubishi в 2001 году, частью последующей программы по сокращению расходов, инициированной Рольфом Экродтом после его назначения на пост главного исполнительного директора MMC, было сокращение количества платформ с двенадцати до шести. Аналогичным образом, Стефан Якоби, генеральный директор Mitsubishi Motor Sales Europe, выразил обеспокоенность в 2002 году тем, что компании потребуется рационализировать свои платформы, даже если количество продаваемых моделей увеличится.